# Hana Melničenko
Hana Anatolijivna Melničenko (poročena Frullani in Kasjanova; ukrajinsko Ганна Анатоліївна Мельниченко), ukrajinska atletinja, * 24. april 1983, Tbilisi, Sovjetska zveza.
Nastopila je na poletnih olimpijskih igrah v letih 2008, 2012 in 2016 v sedmeroboju, najboljšo uvrstitev je dosegla leta 2012 z devetim mestom. Na svetovnih prvenstvih je dosegla uspeh kariere leta 2013 z osvojitvijo naslova prvakinje, na evropskih dvoranskih prvenstvih pa je osvojila bronasto medaljo v peteroboju.